# Cambra cuirassada

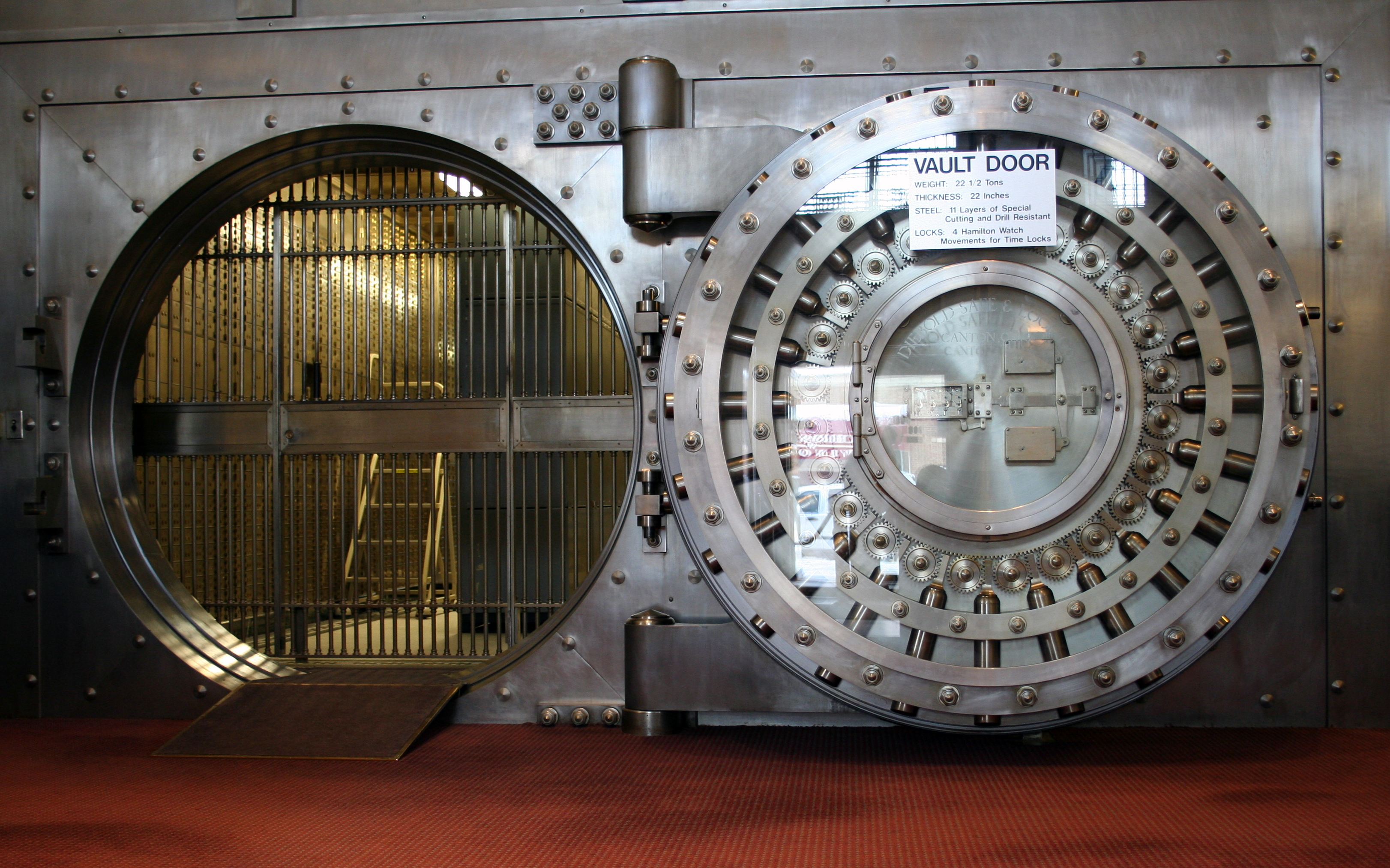
Aquesta gran porta d'una volta amb 24 perns al Banc Nacional de Winona va ser construïda a principis dels anys 1900. A la dreta hi ha la part de darrere de la porta oberta. A la dreta del centre de la porta hi ha dues caixes vinculades als mecanismes de combinació i a l'esquerra hi ha un pany de temps de quatre moviments. Aquesta porta té un sistema de pressió de quatre punts (nota: els dos puntals del sistema de pressió a l'esquerra de l'obertura de la porta) capaç d'exercir 1/3 de pressió del pes de les portes. Ja que aquesta porta pesa 22,5 tones (49 604 lb), el seu sistema de pressió és capaç d'aplicar 7,5 tones (16 534,7 lb).

Una cambra cuirassada (o volta bancària) és un espai segur on es poden emmagatzemar diners, objectes de valor, registres i documents. El seu objectiu és protegir el seu contingut contra el robatori, ús no autoritzat, incendis, desastres naturals i altres amenaces, com una caixa forta. A diferència de les caixes fortes, les voltes són una part integral de l'edifici dins del qual estan construïts, amb parets blindades i una porta hermèticament tancada formada amb un pany complex..

## Història
Històricament, les cambres cuirassades van ser construïdes en el soterrani d'un banc on es feien els sostres amb voltes, d'aquí el nom. Les "voltes cuirassades" modernes dels bancs solen contenir moltes caixes de seguretat, així com llocs per a calaixos d'efectiu per a caixers i altres actius valuosos del banc o dels clients. També són comuns en altres edificis on es guarden objectes de valor com ara oficines de correus, grans hotels, biblioteques de llibres rars i alguns ministeris del govern.
La tecnologia de voltes es va desenvolupar en una mena de carrera armamentista amb els lladres de bancs . A mida que els lladres creaven noves formes d'irrompre dins les voltes, els desenvolupadors de voltes van trobar maneres innovadores per frustrar aquests intents. Les voltes modernes poden estar protegides amb una àmplia gamma d'alarmes i dispositius antirobatori. Algunes voltes del segle XIX i principis del segle XX es van construir tant bé que avui són gairebé impossibles de destruir. Aquestes voltes es fan típicament amb formigó reforçat amb acer. Les parets tenen en general almenys 1  peu (0,3  metres) de gruix, i la porta sol tenir típicament de 3,5  peus (1,07  metres) de gruix. El pes total ronda els centenars de tones. Les voltes d'avui dia, es fan amb materials més prims, més lleugers que, tot i sent encara segurs, són més fàcils de desmuntar que els seus homòlegs anteriors.